# 電子金融轉帳
電子金融轉帳（Electronic Funds Transfer, EFT），即使用電子資料交換作業，進行資金的轉移及調撥。

## 概述
電子金融轉帳包含三項機制：
- 在安全機置上，有身份確認(identification)及授權 (authentication)的功能，可允許不同的層級進行管理，並在交易失敗時，系統會自動回復(roll back)至原來的狀態。
- 在配合清算中心的結算功能，可進行跨行的轉帳作業。
- EFT的收費方式係以收取資訊交換的服務費用(Transaction)，不同於傳統的由信用卡的交易額度百分筆數之收費方式，較適合大金額之資金移轉。